# Погонич каштановий
Погонич каштановий (Rallicula rubra) — вид журавлеподібних птахів родини Sarothruridae. Ендемік Нової Гвінеї.

## Опис
Довжина птаха становить 18-23 см, вага 66-81 г. Забарвлення переважно рудувато-коричневе, потилиця і задня частина шиї і центральна частина спини чорнуваті. Крила чорнувато-коричневі, поцятковані білими смугами. Хвіст рівномірно рудувато-коричневий. Очі карі, дзьоб чорнуватий, біля основи сіруватий, лапи чорнуваті. Самиці є меншими за самців, верхня частина тіла у них поцяткована охристими, білими або рудувато-коричневими плямками. У молодих птахів на верхній частині хвоста є рудуваті або чорнуваті смуги.

## Підвиди
Виділяють два підвиди:
- R. r. rubra Schlegel, 1871 — гори Арфак на півночі півострова Чендравасіх;
- R. r. klossi Ogilvie-Grant, 1913 — гори Центрального хребта.

## Поширення і екологія
Каштанові погоничі живуть у вологих гірських тропічних лісах, на висоті від 1500 до 3500 м над рівнем моря. Сезон розмноження триває у жовтні-листопаді. В кладці одне яйце, інкубаційний період триває 34 дні, насиджують і самиці, і самці.